# Broken (álbum de Memphis May Fire)
Broken es el sexto álbum de estudio de la banda estadounidense de metalcore Memphis May Fire. Fue lanzado el 16 de noviembre de 2018 en Rise Records. El álbum sirve como continuación del quinto álbum de estudio de la banda This Light I Hold (2016). Es el primer álbum de estudio del grupo desde The Hollow (2011) que no presenta al guitarrista Anthony Sepe desde su salida en 2017. El álbum fue producido por Kane Churko, el guitarrista de la banda Kellen McGregor y Drew Fulk y fue grabado en The Hideout Studios.
Broken fue el primer álbum de la banda desde el primer álbum Sleepwalking (2009) que no figura en el Billboard 200. Sin embargo, "The Old Me" se ubicó y alcanzó el puesto 19 en la lista Billboard Mainstream Rock Songs en marzo de 2019.

## Lanzamiento y promoción
El álbum fue apoyado por el sencillo principal "The Old Me", que se lanzó el 19 de septiembre de 2018. En apoyo del álbum, el grupo se embarcó en la gira principal de Atreyu por Estados Unidos en noviembre y diciembre de 2018.

## Lista de canciones
| N.º | Título                                 | Duración |  |
| 1.  | «The Old Me»                           | 3:09     |  |
| 2.  | «Watch Out»                            | 2:43     |  |
| 3.  | «Sell My Soul»                         | 3:24     |  |
| 4.  | «Who I Am»                             | 2:57     |  |
| 5.  | «Heavy Is the Weight» (con Andy Mineo) | 3:28     |  |
| 6.  | «Over It»                              | 2:36     |  |
| 7.  | «Fool»                                 | 3:11     |  |
| 8.  | «Mark My Words»                        | 2:40     |  |
| 9.  | «You & Me»                             | 4:14     |  |
| 10. | «Live Another Day»                     | 3:10     |  |

## Personal
Memphis May Fire
- Matty Mullins – vocalista líder, teclado
- Kellen McGregor – guitarra
- Cory Elder – bajo
- Jake Garland – batería

Músicos adicionales
- Andy Mineo: voz (pista 5).